# Académie nationale des sciences de Biélorussie
L'Académie nationale des sciences de Biélorussie (en biélorusse : Нацыянальная акадэмія навук Беларусі, en russe : Национальная академия наук Беларуси) est l'académie nationale de Biélorussie.

## Histoire
Fondée le 1er janvier 1929, elle porte le nom d'Académie des sciences de Biélorussie jusqu'en 1936, d'Académie des sciences de la RSS de Biélorussie jusqu'en 1991 et d'Académie des sciences de Biélorussie jusqu'en 1997, avant de prendre son nom actuel. Elle a pour origine l'Institut de la culture biélorusse, qui a existé entre 1922 et 1928, réorganisé en Académie par le décret du Comité exécutif central et du Soviet des Commissaires du peuple de la République socialiste soviétique de Biélorussie du 13 octobre 1928. Au départ, l'Académie ne comptait que 128 membres, dont 87 scientifiques. En 1941, l'Académie possédait 750 employés, répartis en 12 départements.
Pendant la Seconde Guerre mondiale, l'Académie est évacuée vers la Russie et d'autres républiques soviétiques. Des dégâts matériels énormes sont constatés à l'issue du conflit. Huit départements reprennent ensuite leur activité. En 1951, l'Académie compte 29 départements et 1 234 employés, dont 33 académiciens. L'Académie était soutenue par les gouvernements de la Biélorussie et de l'URSS ainsi que par les principaux centres scientifiques de Moscou, de Leningrad et d'autres villes soviétiques.
Au cours de son histoire, l'Académie nationale des sciences de Biélorussie est devenue un centre scientifique renommé, notamment avec les savants Panas Akhrem (chimie), Mikalay Barysyevich (physique), Fyodar Fyodaraw (en) (physique), Vyeniyamin Vacyakow (médecine, biologie) ou encore Uladzimir Ulashchyk (médecine, biologie).
Après la dissolution de l'Union soviétique en 1991, les objets de recherche et la structure de l'académie ont subi d’importants changements, avec plus d'accent mis sur les problèmes appliqués, sous la supervision immédiate du président de la République Alexandre Loukachenko, conformément à la loi no 159-3 du 5 mai 1998 et du décret présidentiel no 390 du 4 août 1998.

## Sources
- (en) Cet article est partiellement ou en totalité issu de l’article de Wikipédia en anglais intitulé « National Academy of Sciences of Belarus » (voir la liste des auteurs).